# Anthony W. Knapp
Anthony William Knapp (* 2. Dezember 1941 in Morristown, New Jersey) ist ein US-amerikanischer Mathematiker, der sich mit der unendlichdimensionalen Darstellungstheorie von Lie-Gruppen beschäftigt.

## Leben
Knapp studierte am Dartmouth College und an der Princeton University, wo er 1965 bei Salomon Bochner mit der Dissertation Distal Functions on Abelian Groups promoviert wurde. 1965 bis 1967 war er Moore-Instructor am MIT. 1966 erschien das Buch Denumerable Markov Chains von ihm, John G. Kemeny und J. Laurie Snell (er hatte bei beiden in Dartmouth die Vorlesungen gehört). 1967 ging er an die Cornell University. Seit 1986 war er Professor an der State University of New York at Stony Brook, wo er inzwischen emeritiert ist.
Mit Elias Stein (Princeton) entwickelte er die Theorie der Intertwining Operators zur Konstruktion unitärer Darstellungen. Mit Gregg Zuckerman vervollständigte er die Klassifikation der temperierten irreduziblen Darstellungen (tempered representations) halbeinfacher Lie-Gruppen (1975), die von Harish-Chandra für sein Plancherel-Theorem verwendet wurden. Er ist in den USA für seine Lehrbücher bekannt.
1974 war er Invited Speaker auf dem Internationalen Mathematikerkongress in Vancouver (A Szegö kernel for discrete series). 1982/83 war er Guggenheim Fellow. 1997 erhielt er den Leroy P. Steele Prize für eines seiner Lehrbücher (Representation Theory of Semisimple Groups). 1998 bis 2001 war er Herausgeber der Notices of the American Mathematical Society. Er ist Fellow der American Mathematical Society.
Er ist seit 1963 verheiratet und hat zwei Kinder.

## Schriften
- Representation Theory of Semisimple Groups: An Overview Based on Examples. Princeton Landmarks in Mathematics, Princeton University Press, 2001, ISBN 0-691-09089-0.
- Lie Groups Beyond an Introduction. 2. Auflage. Progress in Mathematics, Bd. 140, Birkhäuser, Boston, 2002. ISBN 0-8176-4259-5.
- mit D. A. Vogan: Cohomological Induction and Unitary Representations. Princeton Mathematical Series Bd. 45, Princeton University Press, Princeton, New Jersey 1995.
- Elliptic Curves. Princeton University Press 1992.
- Introduction to the Langlands Program, in T. N. Bailey, A. W. Knapp (Hrsg.) Representation theory and Automorphic Forms, Edinburgh 1996, Proc. Symp. Pure Math., Band 61, AMS 1997,   S. 245–302